# Lyka Károly
Lyka Károly (Pest, 1869. január 4. – Budapest, 1965. április 30.) kétszeres Kossuth-díjas magyar művészettörténész, kritikus, festő, az 1902–1918 között megjelent Művészet című folyóirat szerkesztője.

## Életpályája
Apja Münchenben végzett építészmérnök volt. A család 1873-ban az észak-magyarországi Nyitra városába költözött. Lyka Károly annak a Nyitrai Piarista Gimnáziumnak a diákja volt, amelynek igazgatója, Csősz Imre a piaristák helyi történetét is megírta. Lyka első rajztanára a bécsi akadémiát végzett Panczer Ferenc és a később ismertté vált Rajzó Miklós volt.
1887 őszén Münchenbe utazott, hogy beiratkozzon a kor egyik meghatározó konzervatív festőiskolájába. Az ottani akadémia helyett azonban Hollósy Simon jóval modernebb szellemű magániskoláját választotta, ahol a mesternél csak nyolc-tíz évvel fiatalabb társaival (Iványi-Grünwald Béla, Márk Lajos, Zemplényi Tivadar) megismerkedett az idelátogató, fiatalon már sikeres és nem akadémikus szemléletű Csók Istvánnal és a Weimarban dolgozó Fényes Adolffal, majd a Párizsból Magyarország felé átutazó Rippl-Rónai Józseffel. Ugyancsak Hollósy műtermében tanult és dolgozott egy ideig a nagybányai művésztelep későbbi két alapítója, Thorma János, majd Réti István.
1894-ben Itáliába utazott. Előbb Nápolyban, majd hosszabb ideig Rómában időzött, és egyre inkább a művészettörténettel foglalkozott. Több magyarországi folyóiratnak lett itáliai művészeti írója, a vezető napilapnak (Pesti Napló) római tárgyú tárcákat, kulturális beszámolókat írt, politikai cikkeket a legritkábban. Újságíróként több Rómába látogató magyar művésszel és újságíróval megismerkedett, de ismeretséget kötött az Aragno kávéházban gyülekező olasz hírességek némelyikével is, így Matilde Serao írónővel. München óta levelezésben állt a már említett Réti Istvánnal, aki azóta Párizsban tanult és dolgozott, s akit Lyka vendégül látott Rómában. Kossuth halálakor a Pesti Napló tudósítójaként Torinóba utazott, és a földi maradványokat szállító különvonattal jött Magyarországra.
A századfordulón a Budapesti Napló munkatársaként több tanulmányutat tett Olasz- és Görögországban. A nagybányai művésztelep megalapítása után gyakori vendég volt ott, hamar felismerte a nagybányai iskola jelentőségét, és művészetkritikai munkásságával próbálta közelebb vinni az ő alkotásaikat a közönséghez.
1902-től 1918-ig szerkesztette a Művészet című folyóiratot, mely – óvatosan – a modernebb irányzatokat is meg kívánta ismertetni a konzervatív magyar közönséggel. Első számában a lap Székely Bertalan művészetével foglalkozott. Megnősült: Tóth László, fiatalon meghalt festőbarátja özvegyét, Minich József szobrász lányát, Minich Ida festőnőt vette feleségül.

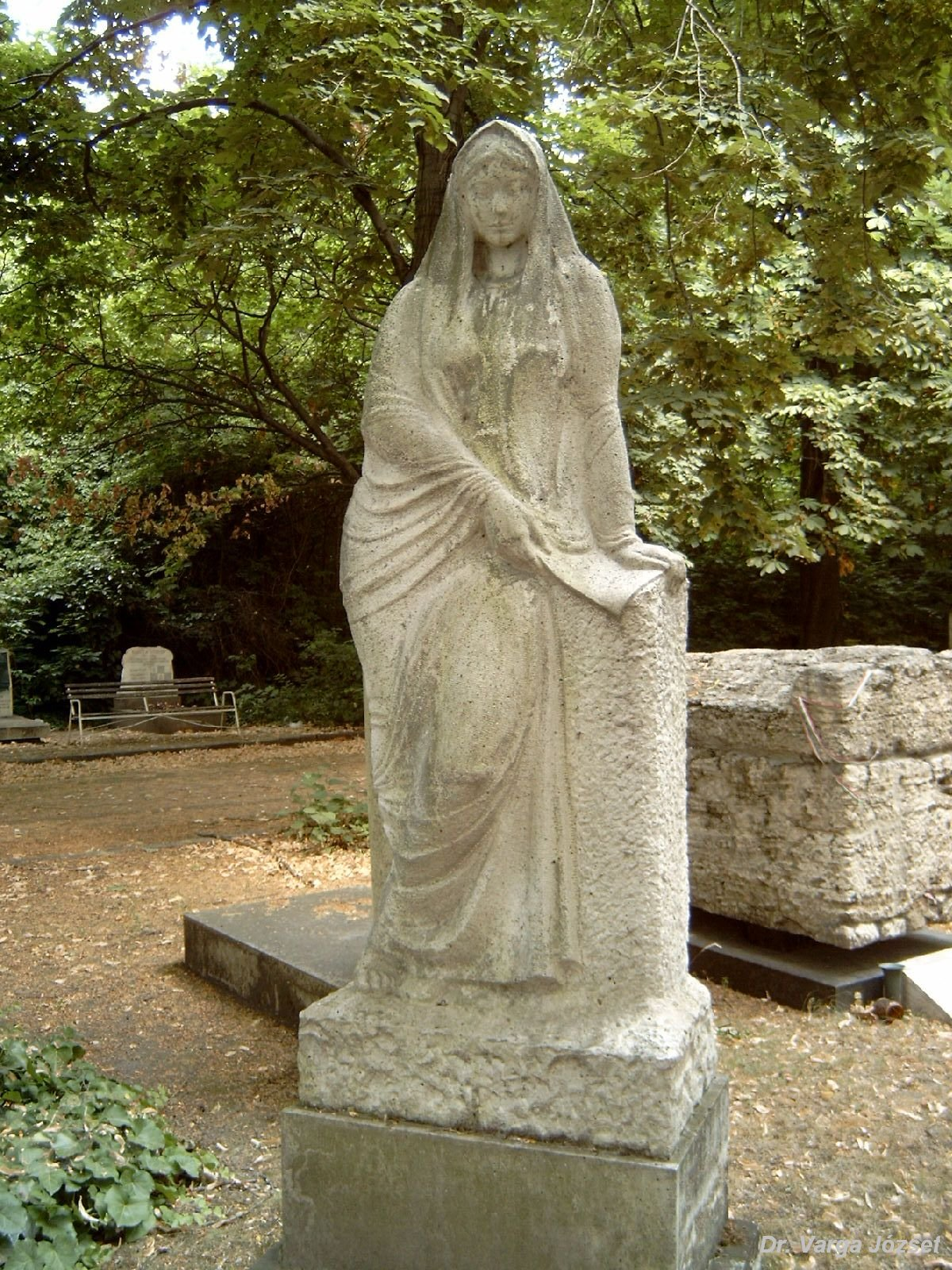
Lyka Károly sírja Budapesten. Kerepesi temető: 34/2-1-13.

1914-től 1936-ig a Képzőművészeti Főiskola tanára volt, néhány évig igazgatója. Réti Istvánnal számos reformot megvalósítottak a főiskolán az 1920-as években.
Művészettörténet-írói munkássága kiemelkedő, legjelentősebb monográfia-sorozata 1800-tól 1940-ig tárgyalja a magyar képzőművészet történetét. Nagy alkotókról önálló kötetei jelentek meg: Michelangelo, Leonardo da Vinci, Raffaello, Rembrandt, Munkácsy Mihály.

## Művei
Ismertebb művei:
- A művészet könyve (1909)
- A táblabíróvilág művészete (1922)
- Nemzeti romantika (1942)
- Közönség és művészet a századvégen (1947)
- Magyar művészélet Münchenben (1951)
- Festészeti életünk a millenniumtól az első világháborúig (1953)
- Szobrászatunk a századfordulón (1954)
- Festészetünk a két világháború közt (1956)
- Michelangelo (1957)
- Leonardo da Vinci (1958)
- Raffaello (1959)
- Rembrandt (1962)
- Munkácsy Mihály (1964)

## Társasági tagság
- Szinyei Merse Pál Társaság

## Díjai
- Kossuth-díj (1952, 1964)

## Emlékezete
- Emlékkönyv Lyka Károly hetvenötödik születésnapjára. (1944) (1944-ig megjelent műveinek bibliográfiájával).
- Művészettörténeti tanulmányok Lyka Károly nyolcvanötödik születésnapjára. (1954) (1944-1953-ig megjelent műveinek bibliográfiájával).
- Budapest XVII. kerületében egy utca viseli a nevét

## Egyéb irodalom
- Gulyás Pál: Magyar írók élete és munkái – új sorozat I–XIX. Budapest: Magyar Könyvtárosok és Levéltárosok Egyesülete. 1939–1944.  , 1990–2002, a VII. kötettől (1990–) sajtó alá rendezte: Viczián János
- Németh István 1976: A népeket sokkal inkább fűzi egy szerves egésszé a közös szellem - Lyka Károly fiatalkori írásai az Érsekújvár és Vidéke című hetilapban. Irodalmi Szemle 1976/2